# Ribautodelphax vinealis
Ribautodelphax vinealis är en insektsart som beskrevs av Den Bieman 1987. Ribautodelphax vinealis ingår i släktet Ribautodelphax och familjen sporrstritar.
Artens utbredningsområde är Nederländerna. Inga underarter finns listade i Catalogue of Life.